# You (Vasil-dal)
A You (magyarul: Te) Vasil macedón énekes dala, mellyel Észak-Macedóniát képviselte volna a 2020-as Eurovíziós Dalfesztiválon, Rotterdamban. Az előadót a macedón közszolgálati televízió (MRT) kérte fel, hogy képviselje az országot a dalfesztiválon.

## Eurovíziós Dalfesztivál
2020. február 14-én vált hivatalossá, hogy az alábbi dalt választotta ki a macedón műsorsugárzó Vasil számára az elkövetkezendő Eurovíziós Dalfesztiválra. A dalt és hozzákészült videóklipet március 8-án mutatták be a dalfesztivál hivatalos YouTube-csatornáján. A dalt az Eurovíziós Dalfesztiválon az előzetes sorsolás alapján először a május 12-i első elődöntő első felében adták volna elő, azonban március 18-án az Európai Műsorsugárzók Uniója bejelentette, hogy 2020-ban nem tudják megrendezni a versenyt a COVID–19-koronavírus-világjárvány miatt.

## Külső hivatkozások
- Dalszöveg (angol nyelven). Genius Lyrics
- A dal videóklippje. YouTube-videó, Eurovision Song Contest, 2020. március 8.